# 波尔塔瓦号战列舰
“波尔塔瓦”号战列舰（俄语：Полтава）是俄罗斯帝国海军第一次世界大战前建造的甘古特级战列舰第二艘。甘古特级是俄罗斯第一型无畏舰。舰名来源于1709年在俄国战胜瑞典国王查理十二世的波尔塔瓦战役。本舰于1914年至1915年冬季完工，但直到1915年夏才投入使用。
服役初期，“波尔塔瓦”号职责是保卫芬兰湾入口处免受德军的入侵，但由于德国人从未试图入侵，所以本舰大部分时间都在训练和为布雷行动提供掩护。1918年，由于缺乏训练有素的舰员，本舰被搁置。次年，“波尔塔瓦”号又遭遇了一场毁灭性的火灾。
1926年，“波尔塔瓦”号被更名为“伏龙芝”号。在接下来的多年里，曾提出过很多建议以不同的方式重建或现代化该舰，但均未付诸实施。同一时期，“伏龙芝”号成为了姊妹船的备件来源，并被用作宿舍船。最终本舰于1940年被从海军名单中被除名，并开始以非常缓慢的进度拆解报废。1941年底，为防止被德国人凿沉在一些不太方便的地点，苏联方面将本舰故意搁浅。1944年本舰被打捞起，并于1949年开始全面拆解。

## 设计和描述
“波尔塔瓦”号水线长180（590英尺），全长181.2（594英尺），舷宽26.9（88英尺），吃水深度8.99（29.5英尺），比设计多了49（1.61英尺）。满载时排水量为24,800公噸（24,400長噸；27,300短噸），比设计排水量23,288公噸（22,920長噸；25,671短噸）多了1,500公噸（1,500長噸；1,700短噸）。

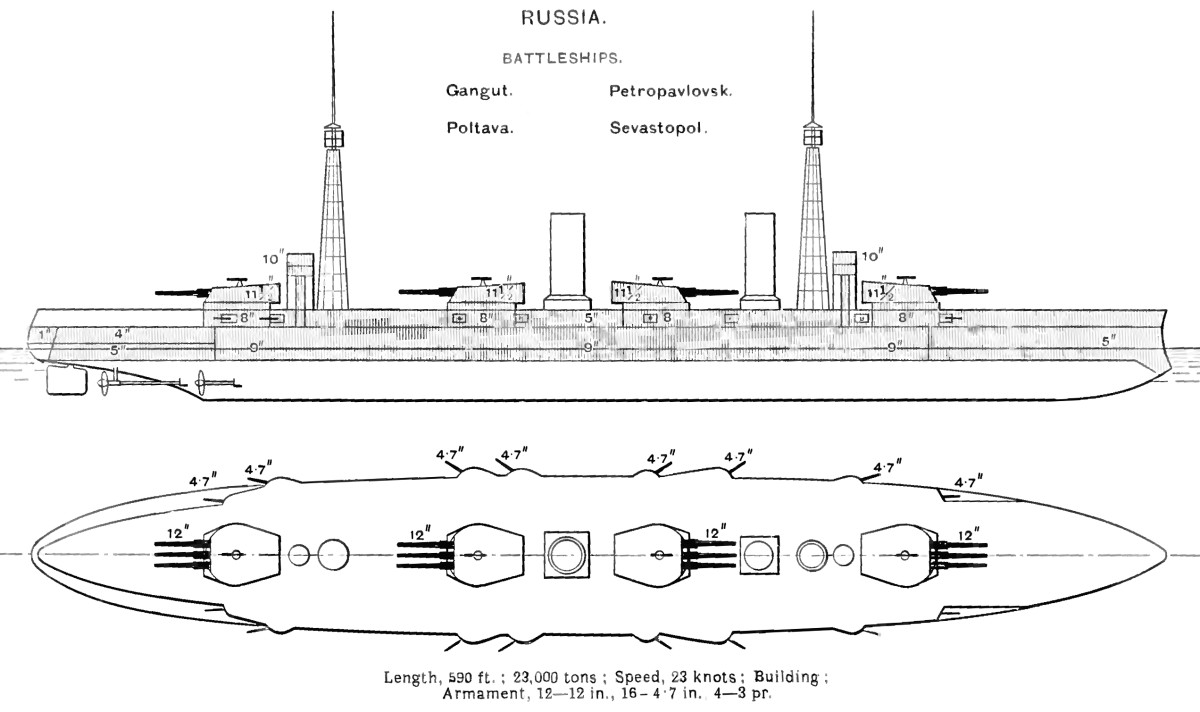
甘古特级战列舰的方案视图

“波尔塔瓦”号动力系统由法俄工厂建造，由10台帕森斯式蒸汽涡轮机驱动4具螺旋桨。机舱位于三号和四号炮塔之间的三个横向舱室内。外侧舱室各有一台高压正转和反转汽轮机，驱动着每侧螺旋桨轴。中央机舱有两台低压正转和反转汽轮机，以及两台驱动两个中心轴的巡航汽轮机。这些引擎的设计总功率为42,000匹軸馬力（31,319千瓦特），但在1915年11月21日“波尔塔瓦”号的全速试验中，这些引擎测到了52,000匹軸馬力（38,776千瓦特）的功率输出，最高时速达到24.1節（44.6每小時；27.7英里每小時）。25台亚罗式锅炉以设计工作压力为17.5標準大氣壓（1,770千帕斯卡；257磅力每平方英寸）向引擎提供蒸汽。每台锅炉都装有桑尼克罗夫特喷油器，用于燃油与燃煤的混合燃烧。这些锅炉被分为两组，前组包括二号炮塔前面的两个锅炉房，最前部的第一锅炉房内有三座锅炉，而第二锅炉房内有六座。后组位于二号和三号炮塔之间，包括两个舱室，每个舱室有八座锅炉。满载时，舰上可携带1,847.5長噸（1,877.1公噸）煤和700長噸（710公噸）燃油，在10節（19每小時）的速度下的航程达3,500海里（6,500）。
甘古特级战列舰主炮装备包括12门52倍径奥布霍夫斯基12英寸（305毫米）1907年式炮，安装在舰体中轴线上分布的四座三联装炮塔内。俄罗斯人认为，背負式炮塔没有任何优势，从而忽视了轴向射击的价值，并认为上层火炮塔在位于下层火炮塔上方时会因炮口火焰问题而无法开火。他们还相信，分散布置炮塔及其相关弹药库，可以提高舰船的生存能力。16门50倍径4.7英寸（119毫米）1905年式炮被安装在炮舰上作为用于抵御鱼雷艇的副炮。“波尔塔瓦”号仅安装了1门30倍径3英寸（76）高射炮，安装在后甲板上用于防空。其他防空炮可能是在第一次世界大战期间假装的，但缺乏进一步记载。布兹邦（Budzbon）称在战争期间，末端炮塔的顶部增加了4门75毫米（3.0英寸）炮。此外还装备有4具17.7英寸（450毫米）的水下鱼雷发射管，每管装载三枚鱼雷。

## 舰历

### “波尔塔瓦”号

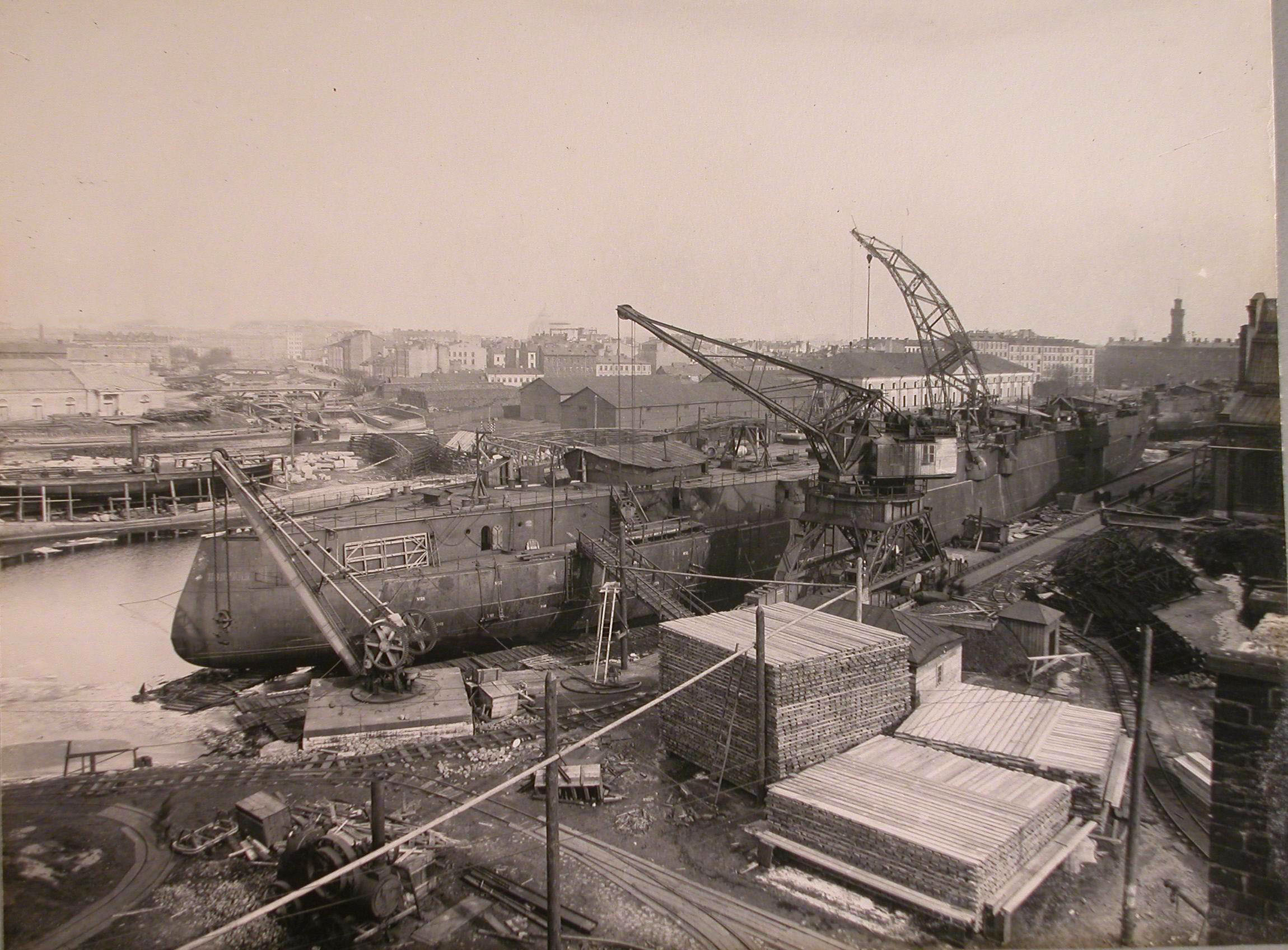
1912年海军部造船厂对“波尔塔瓦”号进行舾装

“波尔塔瓦”号由圣彼得堡海军部造船厂建造，龙骨于1909年6月16日开始铺设，1911年7月23日下水。1914年10月底，“波尔塔瓦”号与姊妹舰“甘古特”号发生碰撞，导致前者锚被卡住，舰体受损，试航也被迫推迟至1914年11月底。1914年12月30日，“波尔塔瓦”号入役后驶抵赫尔辛基并被分配至波罗的海舰队第一战列舰大队。然而，由于冬季冰层厚，舰炮和鱼雷试验不得不推迟到1915年中期。本舰也是同舰级中唯一进行过全功率速度试验的舰只，试验于1915年11月进行。在第一次世界大战中，“波尔塔瓦”号的主要任务是阻止德国人闯入芬兰湾，而德军从未尝试过的入侵该地。“波尔塔瓦”号于1916年6月搁浅，但损伤并不严重。其舰员参加了1917年的二月革命。1918年3月12日至17日，尽管芬兰湾冬季结冰，但“波尔塔瓦”号还是和其他大部分波罗的海舰队舰只撤离了赫尔辛基。由于舰员短缺，该舰于1918年10月被送往彼得格勒进行长期维护。

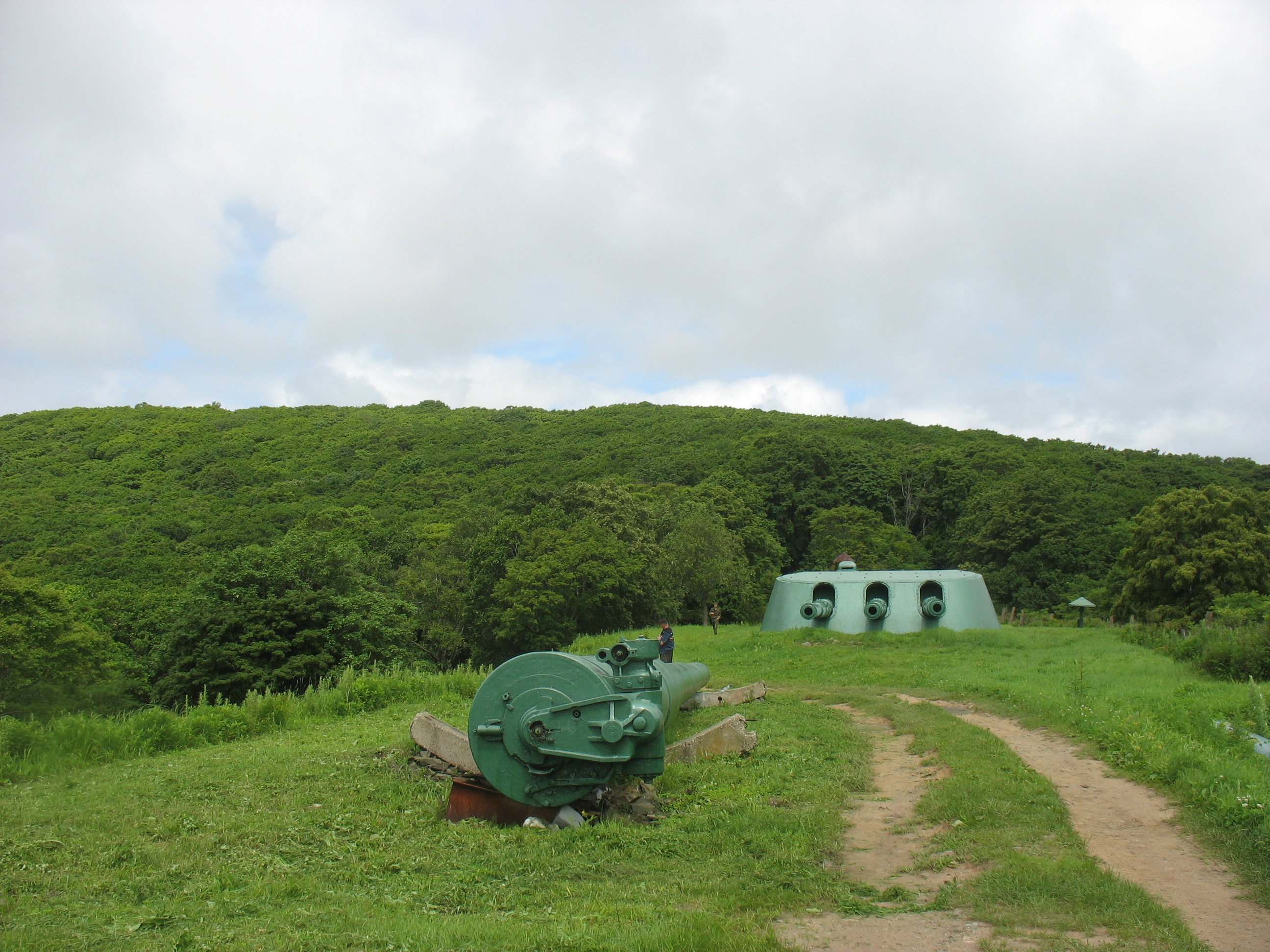
位于符拉迪沃斯托克俄罗斯岛伏罗希洛夫炮台博物馆的“波尔塔瓦”号炮塔

1919年11月24日，“波尔塔瓦”号的前锅炉舱发生火灾，烧毁了大部分内部结构。从此以后，本舰就被用作姊妹舰的备件来源。1924年，本舰曾与博罗季诺级战列巡洋舰“伊兹梅尔”号一同被计划改装为在黑海服役的航空母舰。但考虑到俄国内战结束后不久的苏联经济状况，这一计划被证明过于雄心勃勃且成本高昂。而更为实际的目标则是将其恢复到原有的配置。为此，波罗的海造船厂实际上在1925年开始了工作，但到1926年2月15日时已经耗尽了分配的资金，而当时工程估计已完成了46.5%。

### “伏龙芝”号
1926年1月7日，“波尔塔瓦”号被更名为“伏龙芝”号（Фрунзе），以纪念刚去世的布尔什维克军事领袖米哈伊尔·伏龙芝。随后的计划重点是将其重建为与其姊妹舰相同的现代化舰艇或战列巡洋舰，并拆除一座炮塔以减轻重量。但最终所有工程都在1935年1月23日停止后被放弃。1934年，舰上的两座炮塔被送去符拉迪沃斯托克要塞以加强俄罗斯岛的防御工事。克里门特·伏罗希洛夫批准了最后一个改造计划，将“伏龙芝”号改造成一座浮动炮台。但波罗的海工厂没有多余的产能，因此这个项目于1939年7月9日被取消。在此期间，该舰曾被用作宿舍船，并被逐步拆解，直1940年12月1日才被正式废弃。德国入侵苏联后，为防止被德军凿沉，“伏龙芝”号被拖至喀琅施塔得，并于1941年7月下旬在列宁格勒运河附近搁浅。在列宁格勒围城战期间，该舰的舰体被用作小型船只的基地。最终“伏龙芝”号于1944年5月31日被打捞上来并拖至列宁格勒，于1949年开始全面拆解。
第二次世界大战后，“伏龙芝”号的两座炮塔连同火炮一起被用来重建塞瓦斯托波尔的第30号海岸防御炮台（Maksim Gor'kii I）。这些火炮一直在苏联海军中服役至1997年。由于另外两座炮塔仍留在符拉迪沃斯托克，该舰在俄罗斯有时会被开玩笑地称为“世界上最长的战列舰”。

## 脚注

### 引文
1. ↑  日本海人社 (2010)，第68頁.
2. ↑  McLaughlin (2003)，第207頁.
3. ↑  全国科学技术名词审定委员会 (2019)，第245頁.
4. ↑  McLaughlin (2003)，第208, 224–225頁.
5. 1 2  McLaughlin (2003)，第220–221頁.
6. ↑  Budzbon (1985)，第303頁.
7. 1 2  McLaughlin (2003)，第227頁.
8. ↑  Цветков (1983)，第107頁.
9. 1 2  McLaughlin (2003)，第227, 348–354頁.
10. ↑  Цветков (1983)，第190頁.
11. ↑  McLaughlin (2003)，第354頁.
12. ↑  Wernet (1997)，第22–34頁.
13. ↑  Назаренко (2020)，第53頁.